# Championnat de Saint-Marin de football
Le championnat de Saint-Marin de football (ou Campionato Sammarinese BKN301 pour des raisons de parrainage avec BKN301) est une compétition annuelle de football disputée entre clubs saint-marinais. Cette compétition a été créée en 1985. Le SP Tre Fiori est le club le plus titré avec huit championnats remportés.

## Histoire

### Les débuts
Le premier championnat officiel de Saint-Marin appelé alors Serie A1, a été créé en 1985 alors que la Coppa Titano existait depuis plusieurs années. 
Lors de cette première édition, 17 clubs se sont inscrits et ont participé à un championnat opposant chaque équipe une seule fois à tous ses adversaires. Au terme de cette saison, les neuf premiers sont restés en Serie A1 et les huit derniers ont été relégués en Serie A2. Le SC Faetano a terminé premier de ce championnat et a été sacré premier champion saint-marinais.
La deuxième édition de cette compétition a vu l'apparition des playoffs. Effectivement au terme d'un championnat opposant les neuf meilleures équipes lors de match aller-retour, les quatre meilleurs se sont affrontés ensuite lors de deux demi-finales puis d'une finale de championnat. Le SP La Fiorita a remporté cette première finale.

### Le championnat à 10 clubs (1987-1996)
C'est à partir de la troisième édition et le passage à dix clubs, que la Serie A1 a trouvé une certaine stabilité.
Durant cette période, chaque saison, les dix clubs participant se sont affrontés lors de match aller-retour. Au terme de ce championnat, les deux derniers étaient relégués et les quatre premiers participaient aux playoffs. 
Il y a eu deux sortes de playoffs durant cette période. Entre 1987 et 1990, les quatre premiers étaient rejoint par les deux meilleurs clubs de Serie A2 puis à partir de 1990, le format a changé et seul le meilleur club de Serie A2 a participé au playoffs.

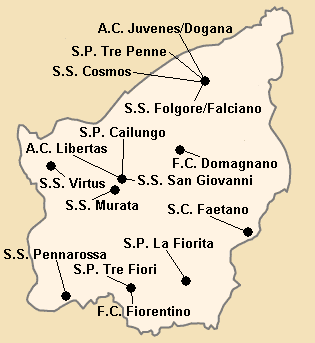
Les équipes qui participent au championnat

Le club ayant le mieux réussi à s'adapter à cette formule est sans nul doute le SP Tre Fiori qui remporta 4 titres en huit ans, avec notamment une série de trois titres consécutifs entre 1993 et 1995. Enfin, le SP Libertas plus vieux club du pays et club le plus titré en Coppa Titano dut attendre la onzième édition du championnat pour obtenir son premier titre de champion.

### Le retour à une division (depuis 1996)
En 1996, la fédération a décidé de rassembler tous les clubs saint-marinais dans une seule division appelée Championnat de football saint-marinais. 
Les seize (jusqu'en 2000) puis quinze clubs inscrits dans ce championnat sont désormais divisés en deux groupes chaque saison. Les trois premiers de chaque groupe sont qualifiés pour les playoffs.
La fin des années 1990 est placé sous la domination du SS Folgore/Falciano qui a remporté trois titres en quatre ans mais qui est resté surtout comme le premier club saint-marinais à participer à une coupe d'Europe (Coupe UEFA 2000-2001). Enfin, ces sept dernières saisons ont montré dans un premier temps l'hégémonie du SP Domagnano (2002-2005) puis du SS Murata triple tenant du titre.
Enfin, depuis la saison 2006-2007, l'UEFA a donné une seconde place en coupe d'Europe à la fédération saint-marinaise permettant ainsi au champion de participer au tour préliminaire de la Ligue des champions et au vainqueur de la Coppa Titano de récupérer la place en Coupe UEFA, qui deviendra la Ligue Europa.
Depuis la saison 2009-2010, deux places sont qualificatives pour l'Europe via le championnat, le champion se qualifiant pour le tour préliminaire de la Ligue des champions, tandis que le 2e et le vainqueur de la Coppa Titano se qualifient pour la Ligue Europa.
Depuis 2021, le champion se qualifie pour le tour préliminaire de la Ligue des champions, tandis que le 2e et le vainqueur de la Coppa Titano se qualifient pour la Ligue Europa Conférence.
En juin 2023 la  fédération annonce qu'une nouvelle équipe rejoint le championnat pour la saison 2023-2024. Il s'agit de l'équipe des moins de 22 ans de la San Marino Academy.

## Identité visuelle

### Logo

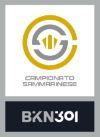
Logo avec sponsor

## Palmarès
| Saison    | Champion                |
| --------- | ----------------------- |
| 1985-1986 | SC Faetano (1)          |
| 1986-1987 | SP La Fiorita (1)       |
| 1987-1988 | SP Tre Fiori (1)        |
| 1988-1989 | FC Domagnano (1)        |
| 1989-1990 | SP La Fiorita (2)       |
| 1990-1991 | SC Faetano (2)          |
| 1991-1992 | SS Montevito (1)        |
| 1992-1993 | SP Tre Fiori (2)        |
| 1993-1994 | SP Tre Fiori (3)        |
| 1994-1995 | SP Tre Fiori (4)        |
| 1995-1996 | AC Libertas (1)         |
| 1996-1997 | SS Folgore/Falciano (1) |
| 1997-1998 | SS Folgore/Falciano (2) |
| 1998-1999 | SC Faetano (3)          |
| 1999-2000 | SS Folgore/Falciano (3) |
| 2000-2001 | SS Cosmos (1)           |
| 2001-2002 | FC Domagnano (2)        |
| 2002-2003 | FC Domagnano (3)        |
| 2003-2004 | SS Pennarossa (1)       |
| 2004-2005 | FC Domagnano (4)        |
| 2005-2006 | SS Murata (1)           |
| 2006-2007 | SS Murata (2)           |
| 2007-2008 | SS Murata (3)           |
| 2008-2009 | SP Tre Fiori (5)        |
| 2009-2010 | SP Tre Fiori (6)        |
| 2010-2011 | SP Tre Fiori (7)        |
| 2011-2012 | SP Tre Penne (1)        |
| 2012-2013 | SP Tre Penne (2)        |
| 2013-2014 | SP La Fiorita (3)       |
| 2014-2015 | SS Folgore/Falciano (4) |
| 2015-2016 | SP Tre Penne (3)        |
| 2016-2017 | SP La Fiorita (4)       |
| 2017-2018 | SP La Fiorita (5)       |
| 2018-2019 | SP Tre Penne (4)        |
| 2019-2020 | SP Tre Fiori (8)        |
| 2020-2021 | SS Folgore/Falciano (5) |
| 2021-2022 | SP La Fiorita (6)       |
| 2022-2023 | SP Tre Penne (5)        |
| 2023-2024 | AC Virtus (1)           |
| 2024-2025 | AC Virtus (2)           |

## Bilan
| Club                | Titres | Années                                         |
| ------------------- | ------ | ---------------------------------------------- |
| SP Tre Fiori        | 8      | 1988, 1993, 1994, 1995, 2009, 2010, 2011, 2020 |
| SP La Fiorita       | 6      | 1987, 1990, 2014, 2017, 2018, 2022             |
| SS Folgore/Falciano | 5      | 1997, 1998, 2000, 2015, 2021                   |
| SP Tre Penne        | 5      | 2012, 2013, 2016, 2019, 2023                   |
| FC Domagnano        | 4      | 1989, 2002, 2003, 2005                         |
| SS Murata           | 3      | 2006, 2007, 2008                               |
| SC Faetano          | 3      | 1986, 1991, 1999                               |
| AC Virtus           | 2      | 2024, 2025                                     |
| AC Libertas         | 1      | 1996                                           |
| SS Cosmos           | 1      | 2001                                           |
| SS Pennarossa       | 1      | 2004                                           |
| SS Montevito        | 1      | 1992                                           |

## Compétitions européennes

### Classement UEFA du championnat
Le tableau ci-dessous récapitule le classement de Saint-Marin au coefficient UEFA depuis 2001. Ce coefficient par nation est utilisé pour attribuer à chaque pays un nombre de places pour les compétitions européennes ainsi que les tours auxquels les clubs font leur entrée dans celles-ci.
| 2001 | 2002 | 2003 | 2004 | 2005 | 2006 | 2007 | 2008 | 2009 | 2010 | 2011 | 2012 | 2013 | 2014 | 2015 | 2016 | 2017 | 2018 | 2019 | 2020 | 2021 | 2022 | 2023 | 2024 | 2025 |
| ---- | ---- | ---- | ---- | ---- | ---- | ---- | ---- | ---- | ---- | ---- | ---- | ---- | ---- | ---- | ---- | ---- | ---- | ---- | ---- | ---- | ---- | ---- | ---- | ---- |
| 51   | 51   | 51   | 51   | 52   | 51   | 51   | 53   | 53   | 53   | 53   | 53   | 52   | 52   | 53   | 54   | 54   | 54   | 55   | 55   | 55   | 55   | 55   | 55   | 55   |

Le tableau suivant affiche le coefficient actuel du championnat saint-marinais.
| Rang | Pays        | 2020-2021 | 2021-2022 | 2022-2023 | 2023-2024 | 2024-2025 | Coefficient |
| ---- | ----------- | --------- | --------- | --------- | --------- | --------- | ----------- |
| 53   | Andorre     | 1,500     | 0,666     | 0,833     | 1,666     | 1,000     | 5,498       |
| 54   | Gibraltar   | 1,666     | 1,250     | 0,875     | 0,166     | 1,500     | 5,457       |
| 55   | Saint-Marin | 0,500     | 0,166     | 0,833     | 0,333     | 0,666     | 2,498       |

### Coefficient UEFA des clubs
| Rang | Club                | 2019-2020 | 2020-2021 | 2021-2022 | 2022-2023 | 2023-2024 | Coefficient |
| ---- | ------------------- | --------- | --------- | --------- | --------- | --------- | ----------- |
| 260  | SP La Fiorita       | 0,500     | 1,000     | 1,500     | 1,000     | 1,500     | 5,500       |
| 278  | SP Tre Penne        | 0,500     | 1,000     | 1,000     | 1,500     | 1,000     | 5,000       |
| 357  | SP Tre Fiori        | 1,500     | -         | 1,500     | -         | -         | 3,000       |
| 408  | AS Virtus           | -         | -         | -         | -         | 1,500     | 1,500       |
| 411  | SS Folgore/Falciano | -         | 1,500     | -         | -         | -         | 1,500       |
| 427  | SS Cosmos           | -         | -         | -         | 1,000     | -         | 1,000       |